# Vangueria glabrata
Vangueria glabrata är en måreväxtart som beskrevs av Karl Moritz Schumann. Vangueria glabrata ingår i släktet Vangueria och familjen måreväxter.
Artens utbredningsområde är Angola. Inga underarter finns listade i Catalogue of Life.